# Ernst Ackermann (Beamter)
Ernst Ackermann (* 14. Juli 1875 in Tietzow, Kreis Belgard, Regierungsbezirk Köslin, Provinz Pommern; † 1951) war ein deutscher Eisenbahningenieur und Baubeamter, der Direktor der Deutschen Reichsbahn sowie zuletzt 1939 Ministerialdirigent im Reichsverkehrsministerium war.

## Leben
Ackermann absolvierte nach dem Schulbesuch ein Studium und promovierte zum Dr.-Ing., 1899 nahm er nach dem bestandenen ersten Staatsexamen den Vorbereitungsdienst als Regierungsbauführer auf. 1903 bestand er das zweite Staatsexamen und wurde zum Regierungsbaumeister (Assessor in der öffentlichen Bauverwaltung) ernannt, 1909 folgte die Beförderung zum Eisenbahnbauinspektor. Während des Ersten Weltkriegs stand er im Feldeisenbahndienst und wurde 1917 Amtsvorstand. Nach Kriegsende wurde er 1918 als Regierungs- und Baurat ins preußische Ministerium der öffentlichen Arbeiten versetzt, zugleich war er Mitglied des Eisenbahn-Zentralamts. 1919 wurde er im Rang eines Ministerialrats Mitglied der Eisenbahndirektion Berlin, aus der 1920 die Reichsbahndirektion Berlin hervorging. Vor dem Ende der Monarchie wurde er mit dem Ehrentitel eines Geheimen Baurats ausgezeichnet.
1920 wurde er als Ministerialrat Referent für Wagenbau in der für Werkstätten zuständigen Abteilung E VII im Reichsverkehrsministerium (RVM), die mit Gründung der Deutschen Reichsbahn-Gesellschaft 1924 zu deren maschinentechnischer Abteilung wurde. 1937 wechselte Ackermann im Zug der Rückführung der Deutschen Reichsbahn in die direkte Staatsverwaltung zurück ins RVM. Zuletzt war er 1939 Ministerialdirigent in der maschinentechnischen Abteilung des RVM und ging 1940 in den Ruhestand. Von 1920 bis 1940 hatte er damit über 20 Jahre die gesamte wagenbauliche Entwicklung der Deutschen Reichsbahn verantwortet. Ackermann starb 1951.

## Ehrungen
Die Technische Hochschule Karlsruhe verlieh ihm 1942 die Ehrendoktorwürde als Dr.-Ing. E. h.